# 158 (numero)
Centocinquantotto (158) è il numero naturale dopo il 157 e prima del 159.

## Proprietà matematiche
- È un numero pari.
- È un numero composto e ha i seguenti quattro divisori: 1, 2, 79, 158. Poiché la somma dei divisori (escluso il numero stesso) è 82 < 158 è un numero difettivo.
- È un numero semiprimo.
- È un numero omirpimes.
- È un numero nontotiente.
- È parte della terna pitagorica (158, 6240, 6242).
- È pari alla somma dei primi dieci numeri primi dispari (dal 3 al 31).
- È un numero di Perrin.
- È un numero congruente.

## Astronomia
- 158P/Kowal-LINEAR è una cometa periodica del sistema solare.
- 158 Koronis è un asteroide della fascia principale del sistema solare.

## Astronautica
- Cosmos 158 è un satellite artificiale russo.

## Convenzioni

### Telefonia
- È il numero di telefono della polizia in Repubblica Ceca.